# Dům U Bílého beránka (Kadaň)
Dům U Bílého beránka (čp. 27) je středověký dům v ulici Československé armády (dříve Růžová) na Starém Městě v Kadani.

## Dějiny domu a jeho majitelé
Dům U Bílého beránka patří k významným budovám kadaňského Starého Města, jehož parcela vznikla již ve 13. století. Leží v ulici, která se původně jmenovala Pekařská. Toto jméno získala, neboť zde byly ve středověku soustředěny živnosti kadaňských pekařů. Později byla ulice podle hostince U Růže přejmenována na Růžovou a toto jméno nesla až do konce druhé světové války v roce 1945. Dům U Bílého beránka byl poničen při požárech města v letech 1362, 1421, 1498 a 1537, několikrát i za třicetileté války (1618–1648) a zejména pak během velkého ohně v roce 1811. Zadní trakt domu sousedil s městskou hradbou oddělující Staré Město od tzv. Nového Města, založeného někdy kolem roku 1500 z popudu Jana Hasištejnského z Lobkowicz, tehdejšího zástavního pána královského města Kadaně.
Hostinec U Bílého beránka zde vznikl již koncem 18. století a vystřídal řadu majitelů, kteří zde čepovali nejen kadaňské pivo. V roce 1916 byli majiteli domu manželé Franz a Marie Starkovi, provozovatelem hostince byl však Wenzl Barth (1860–1921), rodák z Nečemic na Žatecku. Roku 1927 byl dům U Bílého beránka ve vlastnictví Franze Josefa Kroha. K roku 1938 se pak jako majitelé domu uvádějí Josef a Anna Heinzmannovi. Ti v říjnu téhož roku s nadšením vítali připojení tzv. Sudetské župy k nacionálně – socialistické Německé říši, fasáda domu byla tehdy vyzdobena girlandami, hákovými kříži a oslavnými nápisy na Adolfa Hitlera.
Ve stejném domě měl provozovnu i kadaňský malíř Josef Schmidl, vyhlášený ochránce místních památek a agilní člen kadaňského muzejního spolku. Ten se pokoušel o restaurování některých uměleckých děl z františkánského kláštera Čtrnácti sv. Pomocníků v Kadani. Ke Schmidlovým častým návštěvníkům patřil mimo jiné i Josef Opitz (✝︎ 1963), významný pražský německý historik umění zabývající se gotikou na Kadaňsku.

## Domovní znamení
Dům má ve znamení bílého beránka, který má na krku červenou pásku a odpočívá na podstavci vyloženém listovím a zakončeném chmelovou šiškou. V křesťanské ikonografii je beránek symbolem Krista a jeho vykupitelské oběti za spásu lidstva. Zároveň odkazuje na poslední Večeři Páně s jeho dvanácti učedníky. Je to jeden z možných důvodů, proč se domovní znamení s bílým beránkem umisťovala již od středověku na hostince.

## Zajímavost
V létě roku 1946 se v hostinci U Bílého beránka shromáždili zájemci o filatelii a založili Spolek filatelistů pro Kadaň a okolí. Prvním předsedou spolku se stal Jaroslav Beznoska. Pokračovatelem tohoto sdružení je dnešní Klub filatelistů Josefa Lieslera v Kadani. Své jméno obdržel podle světoznámého výtvarníka Josefa Lieslera (✝ 2005), rodáka z Vidolic na Kadaňsku.